# 소마 다카히토
소마 다카히토(일본어: 相馬 崇人, 1981년 12월 10일 ~ )는 일본의 전 축구 선수이다.

## 구단 경력
과거 도쿄 베르디, 우라와 레즈, 마리티무, 에네르기 콧부스, 비셀 고베에서 활동하였다.